# Jacob Mestel
Jacob Mestel (ur. 25 lutego 1884, zm. 6 sierpnia 1959 w Nowym Jorku) – polski aktor, scenarzysta i historyk żydowskiego pochodzenia, który zasłynął głównie z ról w przedwojennych żydowskich filmach i sztukach teatralnych w języku jidysz. 
W połowie lat 20. XX wieku wyemigrował do Stanów Zjednoczonych, gdzie kontynuował karierę aktorską.

## Kariera
| Aktor filmowy - 1940: Americaner Shadchen - 1939: Mirele Efros - 1933: Yiskor - 1932: Daughter of Her People - 1932: Wuj Moses - 1924: Ślubowanie | Scenarzysta - 1934: What a Mother-in-Law! - 1932: Daughter of Her People - 1924: Ślubowanie |